# Louisville City FC
El Louisville City Football Club es un equipo de fútbol de los Estados Unidos de la ciudad de Louisville, Kentucky. Juega en la USL Championship, la segunda categoría del fútbol estadounidense.

## Historia
Fue fundado en el año 2014 en la ciudad de Louisville, Kentucky y cuenta con una afiliación con el Orlando City SC en vista de que tomaron la plaza que tenía Orlando City Soccer Club en la antiguamente conocida como USL Pro luego de que fueran admitidos en la MLS.
El club mantiene los colores del Orlando City SC.
A comienzos de la temporada 2016, el Orlado City SC terminó su afiliación con el club, y comenzó las operaciones de su nueva filial, el Orlando City B. A pesar de eso, el club de la MLS planea mantener lazos con el Louisville.

## Estadio
De 2015 a 2019, el club jugó sus partidos en local en el Louisville Slugger Field, estadio multideportivo que también es sede de los equipos Louisville Bats del baseball Triple A afiliado a los Cincinnati Reds, y es también utilizado por el baseball, para los partidos de fútbol la capacidad del estadio es reducida a un poco más de 13.000 espectadores.
El club abrirá el nuevo Lynn Family Stadium, ubicado en el vecindario Butchertown al este del centro de la ciudad, para la temporada 2020. El nuevo estadio tendrá una capacidad de 11.700 asientos; la sala de pie elevará la capacidad total a 15.304.

## Palmarés
- USL Championship: 2

2017, 2018

## Entrenadores
- James O'Connor[4] - (2014 - 2018)
- John Hackworth - (2018 - 2021)
- Danny Cruz     - (2021 - Act.)